# Anders Rydberg
Anders Rydberg (3 de março de 1903 - 26 de outubro de 1989) foi um futebolista sueco que atuava como goleiro. Ele competiu na Copa do Mundo FIFA de 1934, sediada na Itália.